# Älvros församling
Älvros församling var en församling i Härnösands stift och i Härjedalens kommun i Jämtlands län. Församlingen uppgick 2006 i Svegsbygdens församling.
Församlingskyrkor var Älvros gamla kyrka och Älvros nya kyrka.

## Administrativ historik
Församlingen bildades mellan 1566 och 1588 genom utbrytning ur Svegs församling.
Församlingen var till 1867 annexförsamling i pastoratet Sveg, Lillhärdal, Överhogdal (till 1 maj 1814),  och Älvros som från 1798 också omfattade Linsells församling. Från 1867 till 2006 ingick församlingen i pastoratet Sveg, Älvros och Linsell. Församlingen uppgick 2006 i Svegsbygdens församling.